# .nc
.nc is het achtervoegsel van domeinen van websites uit Nieuw-Caledonië.
Het tweede-niveaudomein 'nc.us valt onder het domein van de .us landcode en is voorbehouden voor North Carolina, een staat uit de Verenigde Staten. Het heeft geen verband met de .nc ccTLD.
Enkel bedrijven die geregistreerd staan in Nieuw-Caledonië mogen een .nc domeinnaam registreren.
Veel specifieke termen worden niet aanvaard voor registratie. Deze omvatten woorden zoals "administration", "bible", "blog", "cabinets", "colonisation", "flag", "justice", "mail", "nation", "offense", "outrage", "persecution", "presses", "registries", "rebellion", "temple", "union", "vote" en nog enkele honderden woorden.